# Mart van de Ven (CDA)
 Martinus Josephus Henrica (Mart) van de Ven (Tilburg, 31 maart 1934 – Breda, 8 mei 2013) was een Nederlands politicus van de KVP en later het CDA.
Vanaf 1951 was hij achtereenvolgens werkzaam bij de gemeenten Tilburg, Leiden en Goirle en in 1968 werd hij gemeentesecretaris van Goirle. In 1974 werd Van de Ven de burgemeester van de toenmalige Noord-Brabantse gemeente Nieuw-Ginneken en in 1988 volgde zijn benoeming tot burgemeester van Etten-Leur waar hij Frank Houben opvolgde die commissaris van de Koningin van Noord-Brabant was geworden. Van de Ven bleef daar tot zijn pensionering in april 1999 burgemeester. Vanaf mei 2002 was hij nog bijna een jaar waarnemend burgemeester van de gemeente Reusel-De Mierden.
Van de Ven overleed op 79-jarige leeftijd in mei 2013.